# James Harrington

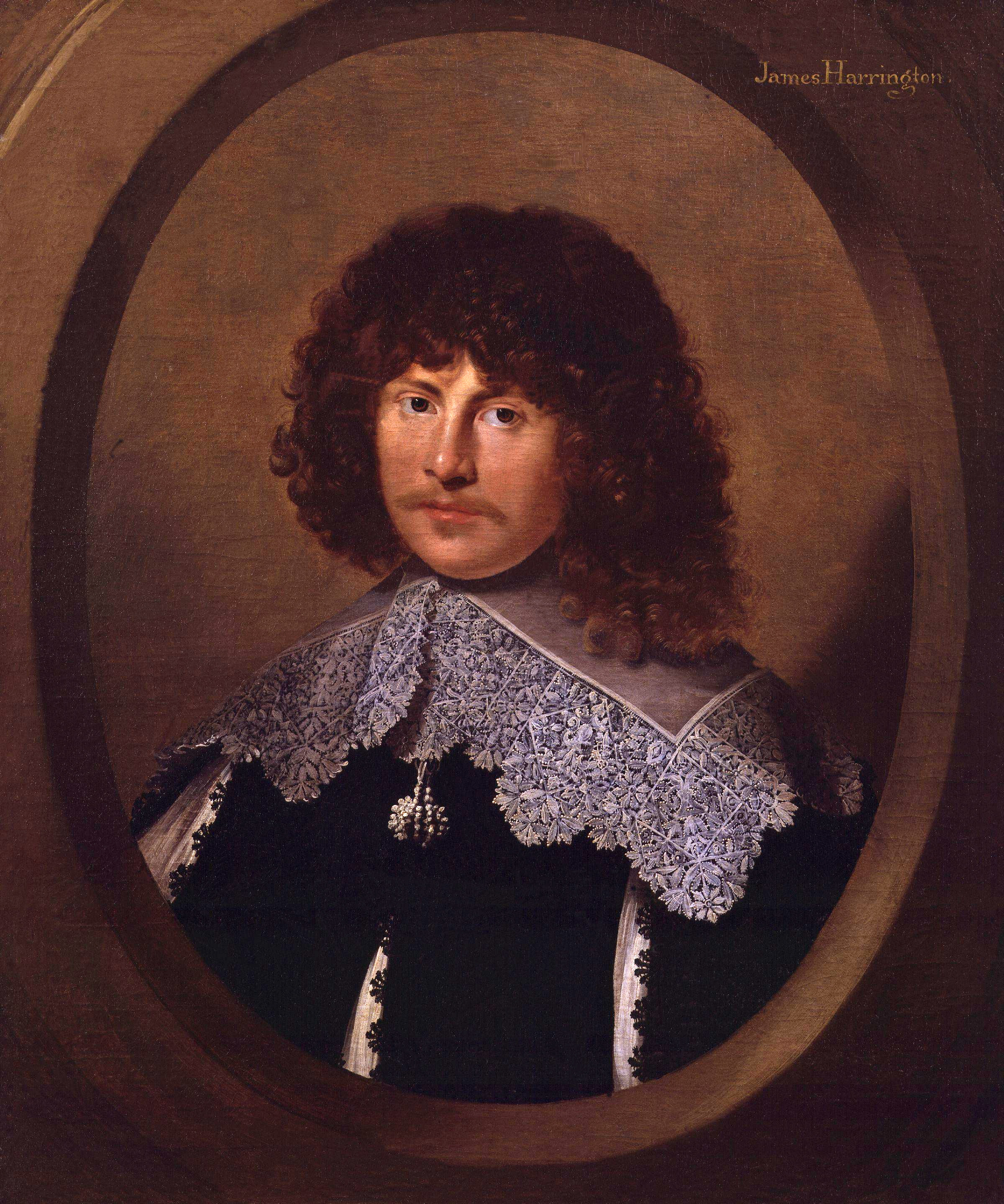
James Harrington. Ölgemälde eines unbekannten Künstlers (um 1635)

James Harrington (* 3. Januar 1611 in Upton, Northamptonshire; † 11. September 1677 in Westminster) war ein englischer Philosoph. In einigen Quellen wird der 7. Januar 1611 als Geburtsdatum angegeben.
Harringtons Hauptwerk The Commonwealth of Oceana erschien 1656 in der kurzen nichtmonarchischen Zeitspanne zwischen der Hinrichtung des englischen Königs Karl I. und der Restauration durch dessen Sohn Karl II. Das Werk war dem autokratisch herrschenden Lordprotektor Oliver Cromwell gewidmet und stellte den Versuch dar, das bestehende Verfassungsvakuum mit dem Modell einer idealen Republik auszufüllen.
In Form von insgesamt dreißig Verfassungsgesetzen (orders) entwarf Harrington eine Republiktheorie, die sich durch das Prinzip der Repräsentation, Ämterrotation und ein Zweikammersystem mit strikter Trennung von Beratung und Entscheidung auszeichnete. Ausgehend von der Feststellung, dass politische Macht auf wirtschaftlicher Macht gründet – ein Grundsatz, der später unter der Devise „power follows property“ (‚Macht folgt Eigentum‘) bekannt wurde –, strebte Harrington eine ausgeglichene Verteilung des englischen Grundbesitzes durch Änderungen im Erbrecht und in der Agrargesetzgebung an.
In England selbst beeinflussten Harringtons Ideen die politische Kultur der liberalen Whigs. Ihre größte Wirkung entfaltete die politische Theorie Harringtons mit ihrem Konzept eines gewählten Zweikammerparlaments jedoch noch im 17. Jahrhundert auf die Verfassungen der englischen Eigentümerkolonien in Nordamerika und schließlich im 18. Jahrhundert auf die amerikanische Revolution und die Verfassung der Vereinigten Staaten.

## Geschichtliche Rahmenbedingungen
Der Zeitabschnitt zwischen James Harringtons Geburt im Jahr 1611 und seinem Tod im Jahr 1677 bedeutete für England eine Phase tiefgreifender Umwälzungen. Der absolutistische Machtanspruch Jakobs I. und seines Sohnes Karl I. hatte einen Konflikt mit dem englischen Parlament heraufbeschworen, der 1642 in die englische Revolution (Erster und Zweiter Englischer Bürgerkrieg) mündete. Durch die militärischen Erfolge der New Model Army unter Führung Oliver Cromwells wurde der Konflikt 1648 endgültig zugunsten des Parlaments entschieden. Karl I. wurde vom Parlament zum Tode verurteilt und am 30. Januar 1649 enthauptet. Für einen kurzen Moment sah es so aus, als würde der Machtkampf zwischen Monarchie und Parlament, der einer der Gründe für die Revolution war, dauerhaft in eine Republik münden. Ab 1653 regierte Cromwell jedoch als „Lordprotektor von England, Schottland und Irland“ und berief Parlamente nach seinem Belieben. Den ihm angebotenen Königstitel hatte er zwar abgelehnt, gleichzeitig war er aber mit einer diktatorischen Machtfülle ausgestattet. Die Regierungszeit seines von ihm als Nachfolger bestimmten Sohnes Richard blieb dagegen nur eine kurze Episode. Bereits ein halbes Jahr nach dem Tode Oliver Cromwells im September 1658 kam es zum Sturz der Protektoratsherrschaft und wenig später zur Restauration der Monarchie unter Karl II., dem Sohn des hingerichteten Königs. Mit der Rückkehr Karls II. aus dem niederländischen Exil im Mai 1660 ging nach elf Jahren die bislang einzige nichtmonarchische Periode in der Geschichte Englands zu Ende.

## James Harrington (1611–1677)

### Vorbemerkung zur Quellenlage

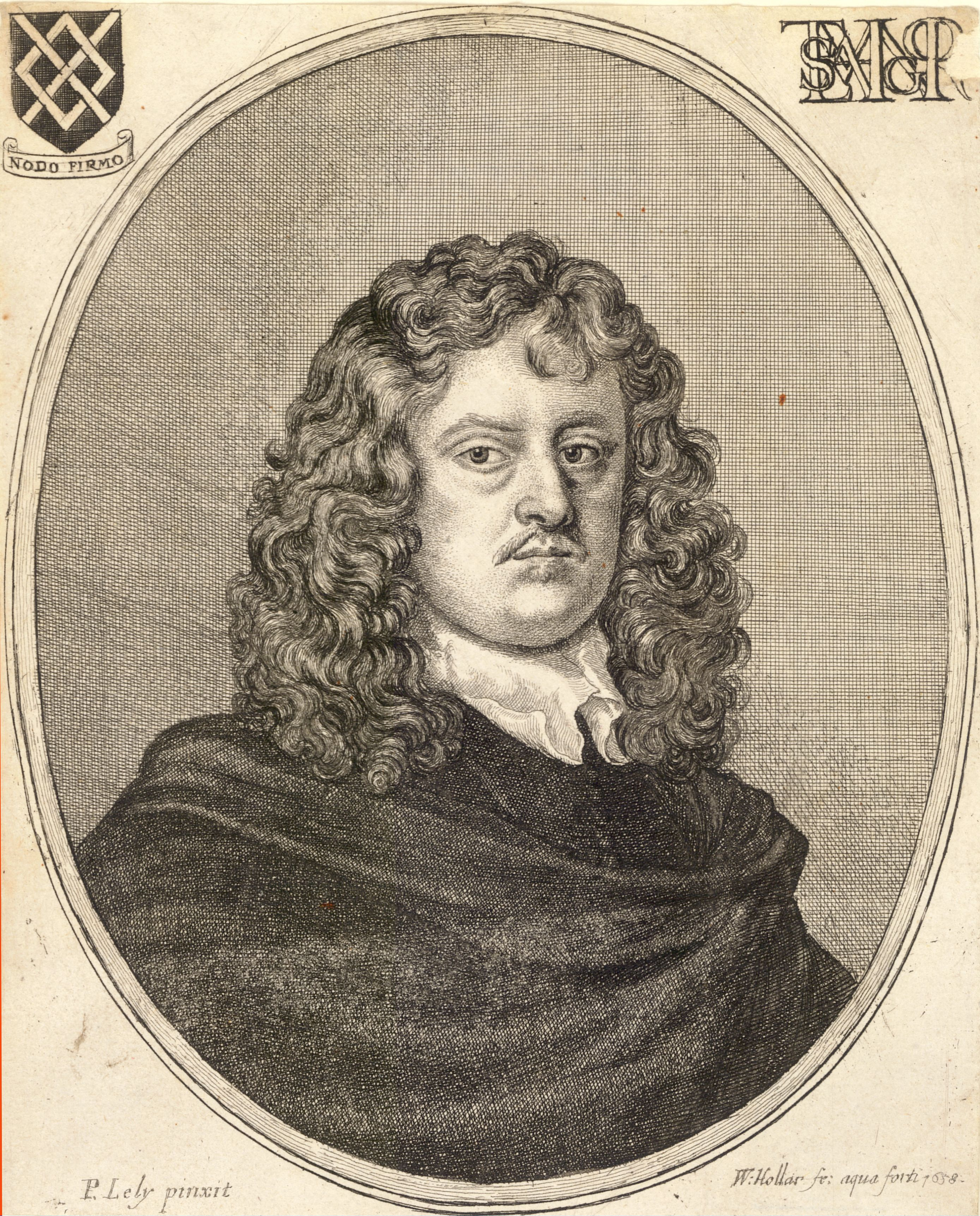
Harrington-Porträt von Wenzel Hollar aus dem Jahr 1658. Oben links ist das Familienwappen, oben rechts das Monogramm Harringtons eingearbeitet.

Über Harringtons Lebensumstände liegen nur wenige gesicherte Informationen vor. Seinem Biografen John Toland (1670–1722), der auch die erste Werkausgabe besorgte, lagen noch Briefe und Manuskripte aus dem von Harringtons Halbschwester Dorothy Bellingham verwahrten Nachlass vor. Diese Papiere gelten heute als verschollen. Die Rekonstruktion der Lebensumstände stützt sich deshalb auf vier Quellen: die Erinnerungen von Thomas Herbert (1606–1682), der wie Harrington Kammerherr Karls I. war und einen Bericht über die Zeit der Gefangenschaft des Königs anfertigte; einen knappen Lebensabriss von dem englischen Gelehrten John Aubrey (1626–1697), einem Freund Harringtons; eine auf Aubreys Materialien gestützte Skizze des englischen Antiquars und Historikers Anthony Wood (1632–1695); und die ausführliche Lebensbeschreibung, die John Toland 1700 erstmals veröffentlichte und die heute auch in Form eines Nachdrucks zur Verfügung steht. Da bekannt ist, dass Toland die Memoiren des Parlamentsabgeordneten Edmund Ludlow (1617–1692) in weiten Zügen umschrieb, bevor er sie veröffentlichte, ist bei seiner anekdotenreichen Harrington-Biografie große Vorsicht angeraten.
Die Echtheit der bekannten Porträts wurde von dem prominenten Harrington-Forscher J. G. A. Pocock bestritten. Hier hat jedoch die Arbeit von Riklin für Klarheit gesorgt. Ursache für die Verwirrung ist die Tatsache, dass es im 17. Jahrhundert drei James Harringtons gab: den Autor der Oceana; seinen Cousin Sir James Harrington of Kelston (1607–1680), Mitglied der Parlamentskommission, die Karl I. verurteilte; sowie einen James Harrington, der am Christ Church College in Oxford lehrte (1664–1693). Riklin konnte überzeugend darlegen, dass es sich zumindest bei dreien der bekannten Porträts – dem Ölgemälde eines unbekannten Künstlers aus dem Jahr 1635, dem Stich von Wenzel Hollar, der auch das Titelblatt von Hobbes’ Leviathan stach, sowie einem Kupferstich von Michael van der Gucht – mit hoher Wahrscheinlichkeit um Porträts des Philosophen handelt.

### Biografische Skizze

#### Herkunft, Studium und Bildungsreise
James Harrington stammte aus einer traditionsreichen Familie des englischen Landadels. Seine Vorfahren lassen sich bis in das 12. Jahrhundert zurückverfolgen, als sie durch Heirat in den Besitz von Gütern in Exton in der kleinen Grafschaft Rutland gelangten. Insbesondere um die Wende vom 16. zum 17. Jahrhundert stand die Familie in einem engen Verhältnis zum englischen Königshaus. Sein Onkel Sir John Harrington, 1603 zum Baron of Exton erhoben, unterrichtete Elisabeth, die Tochter Jakobs I., die spätere Frau des Winterkönigs Friedrich V. von der Pfalz. Der Sohn seines Onkels war einer der Begleiter des früh verstorbenen Heinrich Friedrich, Prince of Wales.
Harrington wurde am 3. Januar 1611 als ältester Sohn von Sir Sapcote Harrington und Jane, der Tochter von Sir William Samwell of Upton, Northamptonshire, auf dem mütterlichen Familienbesitz in Upton geboren. Über seine Jugendjahre ist nicht viel mehr bekannt, als dass er gemeinsam mit seinen sieben Geschwistern auf den Gütern seines Vaters in Rand, Lincolnshire aufwuchs. Im Jahr 1629 begann er ein Studium am Trinity College in Oxford, wo er ein Schüler des Theologen William Chillingworth war, dessen Einfluss auf Harringtons Denken sich aber nur schwer nachweisen lässt. Zwei Jahre später verließ er – ein für den erstgeborenen Sohn einer englischen Adelsfamilie nicht ungewöhnlicher Vorgang – Oxford ohne einen Abschluss und wechselte an die Londoner Juristenschule Middle Temple. Ob er dort studierte, ist unsicher. Bemerkenswert ist in diesem Zusammenhang allein die Tatsache, dass Harrington seine Abneigung gegen Juristen später mehrfach und ungewöhnlich deutlich äußerte.
Nach dem Tode seines Vaters im Jahr 1632 verließ Harrington England und begann eine fünfjährige Bildungsreise durch Europa. In den Niederlanden trat er für einige Monate in das englische Expeditionskorps ein und verkehrte anschließend in Den Haag am Hof des abgesetzten Winterkönigs Friedrich V., wohl nicht zuletzt aufgrund der engen Bindung seiner Familie zu dessen Frau Elisabeth. Harrington begleitete Friedrich V. kurzzeitig auf dessen Reise nach Dänemark und reiste dann über Flandern nach Frankreich weiter und von dort über Italien nach Venedig. Die beiden letzten Stationen hinterließen den nachhaltigsten Eindruck bei ihm. Hier las er mit großer Begeisterung Gianottis und Contarinis Schriften über die Geschichte und Verfassung der Republik Venedig und kehrte schließlich – inspiriert von den Ideen Machiavellis und von nun an mit großem Interesse für die Geschichte der antiken Republiken – über Deutschland nach England zurück.

#### Bürgerkrieg und Tod des Königs
Harringtons Lebensumstände zwischen seiner Rückkehr nach England und dem Ende des Ersten Englischen Bürgerkriegs im Jahr 1647 liegen weitgehend im Dunkeln. Die von Toland wiedergegebene Version, Harrington habe Karl I. nach der Niederlage der Royalisten in der Entscheidungsschlacht von Naseby nach Schottland begleitet, wird von Pocock angezweifelt. Er mutmaßt dagegen, Harrington habe die erste Phase des Bürgerkriegs auf seinem Landgut in Rand verbracht.

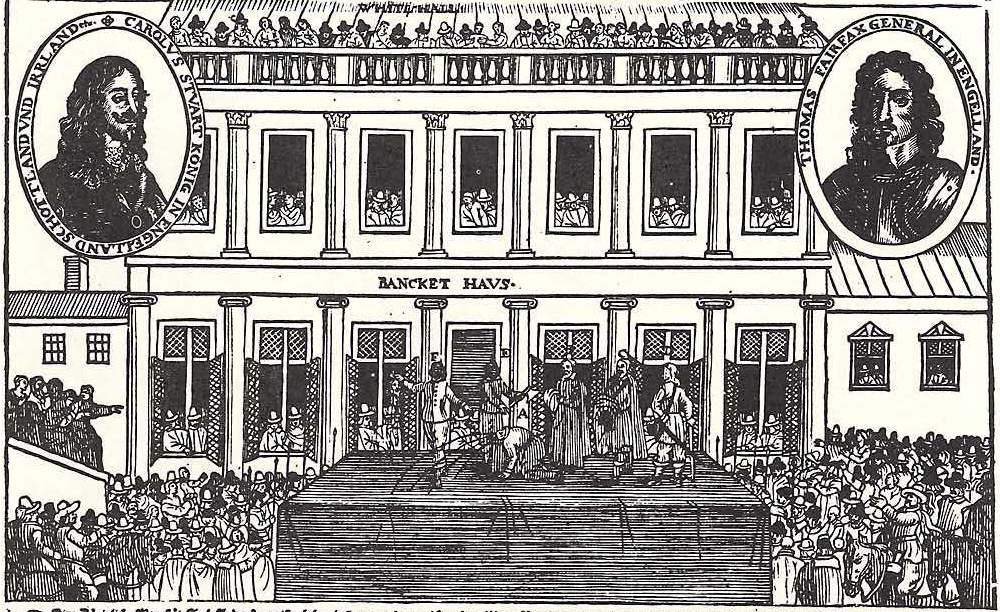
Die Hinrichtung König Karls I. von England. Ausschnitt aus einem zeitgenössischen Einblattholzschnitt von Marx Anton Hannas, Augsburg 1649.

Ab Mai 1647 gehörte Harrington – gemeinsam mit Thomas Herbert, in dessen Bericht über die letzten zwei Lebensjahre Karls I. sein Name später mehrfach auftaucht – zu den vier Edelleuten, die Karl I. als Kammerherren zur Seite standen. Sein offenbar enges Verhältnis zum König führte jedoch dazu, dass er 1648 entweder schon während der Inhaftierung Karls in Hurst Castle oder unmittelbar vor dessen Überführung nach Windsor Castle aus dem Umfeld des Königs entfernt wurde. Sowohl Aubrey als auch Wood und Toland – der den beiden anderen möglicherweise in seiner Darstellung folgt – berichten, Harrington habe Karl I. bei seinem Gang zum Schafott begleitet; allein Herbert, der bei der Hinrichtung des Königs als Augenzeuge anwesend war, erwähnt Harrington in seiner Schilderung der Ereignisse nicht.
Aubrey berichtet, Harrington habe ihm persönlich anvertraut, der Tod des Königs habe ihn in eine schwere Melancholie gestürzt. Pocock vermutet, dieser Umstand stelle möglicherweise einen Schlüssel für die tiefere Motivation Harringtons zur Abfassung der Oceana dar. Diese sei gewissermaßen die Aufarbeitung des Schicksals Karls I. und der damit verbundenen Frage, warum die Monarchie in England diese Entwicklung nehmen musste. Fest steht, dass Harrington sich in der Zeit nach der Hinrichtung Karls zunächst als Übersetzer der Aeneis Vergils versuchte, bis ihn sein Freund, der Unterhausabgeordnete Henry Neville (1620–1694), davon überzeugte, sich der Politik zuzuwenden. Während Aubrey davon ausgeht, dass Harrington von Neville zur Niederschrift der Oceana angeregt wurde, gab Harrington selbst in einem bei Toland überlieferten Vernehmungsprotokoll aus seiner späteren Haftzeit an, eine Gruppe von „nüchternen Männern“ („sober men“) habe ihn um die Abfassung des Werkes gebeten. Die heutige Forschung folgt der Rekonstruktion Pococks, der in den „sober men“ eine Gruppe von Cromwells Offizieren ausmacht, die sich in ihrer Unzufriedenheit über die Machtzusammenballung des Lordprotektors an Harrington wandten.

#### Veröffentlichung derOceana
In der Vorrede zur Oceana berichtet Harrington, er habe zwei Jahre für die Niederschrift seines Hauptwerks gebraucht. Während der Entstehung des Werkes will er nie auch nur die Hälfte des Manuskripts zusammen gesehen haben (Riklin merkt hierzu spöttisch an: „Das zu glauben fällt dem Leser nicht schwer“), da er die Texte aus Angst vor der Zensur offensichtlich an getrennten Orten aufbewahrte. Diese Maßnahme führte jedoch nicht zum Erfolg, denn das Manuskript wurde kurz nach der Übergabe an drei unterschiedliche Drucker beschlagnahmt. Toland zufolge – der der einzige Gewährsmann für diese Episode ist – konnte Harrington seinen Text nur durch persönliche Intervention der Tochter Cromwells freibekommen. Cromwell selbst soll bei dieser Gelegenheit geäußert haben, was er mit dem Schwert erobert habe, lasse er sich nicht durch ein kleines Papiergeschoss wieder nehmen („what he got by the Sword he would not quit for a little paper Shot“).
Zwischen September und November 1656 erschien The Commonwealth of Oceana kurz nacheinander in zwei Auflagen bei L. Chapman und D. Pakeman in London. Wie seine direkten Vorgänger Thomas More (Utopia, 1516) und Francis Bacon (The New Atlantis, 1627) entwarf Harrington in der Oceana das Modell eines idealen Sozialwesens und griff dabei auf den Kunstgriff der literarischen Verfremdung zurück. Dabei stellten die in der Oceana unter Fantasienamen auftauchenden Personen und Orte einen klar erkennbaren Gegenwartsbezug zum England Mitte der 1650er Jahre her. Cromwell heißt bei Harrington „Olphaus Megelator“ (großherziger Spender des Lichts), „Oceana“ steht für England, „Emporium“ für London und „Leviathan“ für Hobbes. Wenngleich es der Form nach den Utopien zuzuordnen ist, verstand sich Harringtons Republikmodell als konkreter Verfassungsvorschlag für das Cromwellsche England. Die Fiktionalität diente Harrington alleine dazu, das Denkbare zu zeigen – oder, wie Pocock schreibt:
„Oceana is not a utopia so much as an occasione, a moment of revolutionary opportunity at which old historical forms have destroyed themselves and there is a chance to construct new forms immune from the contingencies of history (known as fortuna)“.
Die Veröffentlichung der Oceana brachte Harrington große Aufmerksamkeit und heftige Kritik ein. So verbrachte er die folgenden dreieinhalb Jahre fast ausschließlich mit der Verteidigung und Ergänzung seines Werks. Zwischen 1656 und 1661 erschienen allein siebzehn politische Schriften von ihm, darunter The Prerogative of Popular Government (1658), The Art of Lawgiving (1659), The Rota or a Model of a Free State (1660) und A System of Politics (1661 geschrieben, 1700 posthum von Toland veröffentlicht).

#### Humble Petitionund Rota-Klub
Besonders intensiv wurden Harringtons Ideen in dem kurzen Zeitabschnitt zwischen dem Tod Oliver Cromwells im September 1658 und der Rückkehr Karls II. zwei Jahre später diskutiert. In dem von Cromwells Sohn Richard zum Januar 1659 einberufenen Parlament saß eine Gruppe von rund fünfzig republikanisch – oder zumindest gegen das Protektorat – eingestellten Abgeordneten, darunter Harringtons Freund Henry Neville, der eine kleine Gruppe von dezidierten Harrington-Anhängern um sich geschart hatte. Als sich eine immer klarere Front gegen den weitaus schwächer als sein Vater agierenden Richard abzuzeichnen begann, sah Harrington seine Chance gekommen. Im Mai publizierte er mehrere Pamphlete, in denen er erklärte, dass die Zeit nun reif sei für die konkrete Umsetzung seiner in der Oceana entwickelten Ideen. Am 6. Juli 1659 brachte die Gruppe um Neville schließlich mit der Humble Petition of divers well affected Persons ein Verfassungskonzept ein, das auf den Ideen Harringtons basierte. Diesem Papier – einem Destillat aus der Oceana – war jedoch ebenso wenig Erfolg beschieden wie allen weiteren Pamphleten, die Harrington im weiteren Verlauf des Jahres in schneller Folge veröffentlichte. Pocock sieht die Ursache für das Scheitern der nur lose verbundenen republikanischen Parlamentsfraktion in deren Unfähigkeit, sich auf eine Alternative zu der 1649 abgeschafften zweiten Kammer, dem House of Lords, zu einigen. Harringtons Idee einer nicht mehr erbaristokratisch zusammengesetzten, sondern gewählten und dem Rotationsprinzip unterliegenden zweiten Kammer konnte sich nicht durchsetzen.
Im Oktober 1659 gründeten die Harringtonianer die sogenannte Rota, eine Kaffeehaus-Runde, die sich jeden Abend in Miles's coffee-house am New Palace Yard in Westminster versammelte und bis in die Nacht über Politik und die ideale Form des Staates debattierte. Neben Harrington und seinen beiden Freunden Neville und Aubrey nahm eine Reihe zum Teil hochrangiger Persönlichkeiten aus Politik und Wirtschaft an den Diskussionen teil. Aubrey berichtet, das Kaffeehaus sei bis zum Zerbersten mit Gästen vollgestopft gewesen, weil so viele Schaulustige von den hitzigen Debatten angezogen wurden. Die Diskussionen selbst liefen jedes Mal nach einem festen Schema ab: Harrington und die übrigen prominenteren Teilnehmer der Runde saßen an einem großen ovalen Tisch in der Mitte des Raumes und diskutierten eine zu Beginn des Abends vorgestellte These. Am Ende jedes Treffens wurden die Ergebnisse dieser Beratung dann unter den übrigen Anwesenden zur Abstimmung gestellt. Diese Verfahrensweise entsprach der von Harrington in der Oceana ausgearbeiteten Grundidee einer Teilung von Beratung im Expertenkreis und Entscheidung durch die Allgemeinheit.
Mit Beginn der Restauration wurden alle Spekulationen über das Harringtonsche Republikmodell obsolet, und so verschwand der Rota-Klub wieder von der Bildfläche. Ihren Niederschlag fanden die Kaffeehaus-Debatten in Harringtons Schrift The Rota or a Model of a Free State or equal Commonwealth, die er im Laufe des Jahres 1660 in London veröffentlichte.

#### Im Kerker
Am 28. Dezember 1661 wurde Harrington auf Befehl Karls II. verhaftet und zum Verhör in den Tower gebracht. Die Umstände, die zu seiner Verhaftung führten, sind bis heute unklar und haben der Forschung Anlass zu zahlreichen Spekulationen gegeben. Während Toland eine von Höflingen um William Poultney gesponnene Intrige als Ursache benennt, vermutet Pocock, Harringtons Verhaftung stehe im Zusammenhang mit dem sogenannten Derwentwater Plot. Grimble dagegen glaubt, Harrington sei zu Unrecht beschuldigt worden, in das republikanische Komplott um Oberst Salmon verwickelt gewesen zu sein, was durch die Beteiligung von engen Freunden Harringtons wie John Wildman gestützt wird. Denkbar wäre auch die von Howard ins Spiel gebrachte Möglichkeit einer Verwechslung mit Harringtons Cousin Sir James Harrington of Kelston, der immerhin an der Verurteilung Karls I. beteiligt war.
Was auch immer der genaue Grund für Harringtons Inhaftierung gewesen sein mag – fest steht, dass Harrington während seiner Haftzeit, die er zunächst im Tower in London, dann auf Drake’s Island vor Plymouth und schließlich in Plymouth selbst verbrachte, schweren körperlichen und seelischen Schaden nahm. Seine Skorbut-Erkrankung, die er sich auf Drake’s Island zugezogen hatte, wurde von einem Arzt in Plymouth mit einer Mischung aus Guaiacum (einem seit dem 17. Jahrhundert gebräuchlichen Allheilmittel aus dem Harz des Guajak-Baumes) und Kaffee behandelt, die Harrington offensichtlich in großen Mengen zu sich nahm und die eine fatale Wirkung auf seinen Gesundheitszustand hatte.

#### „Transform’d of Body and mind“
Als Harrington Ende des Jahres 1662 schließlich auf Betreiben seiner Schwestern aus der Haft entlassen wurde, war er ein gebrochener Mann. Die unmenschlichen Haftbedingungen, verbunden mit der Tortur, der er sich auf Anraten des Quacksalbers in Plymouth unterzogen hatte, hatten tiefe Spuren hinterlassen. Das, was Toland beschönigend als eine „Verwandlung von Körper und Geist“ („transform’d of Body and mind“) beschrieb, war eine schwere Wahrnehmungsstörung, die sich darin äußerte, dass Harrington von der fixen Idee besessen war, Fliegen und Bienen auszuatmen.
Die nächsten Jahre verbrachte Harrington in Westminster. Seine späte Heirat mit seiner Jugendfreundin, der Tochter von Sir Marmaduke Dorrel aus Buckinghamshire, kommentiert Toland spöttisch, diese hätte wohl zu anderen Zeiten eine bessere Partie abgegeben („and might have made a more seasonable match than at this time“). Offenbar hatte sie Harrington in ihrer Jugend nicht viel Beachtung geschenkt und war nun dankbar, einen finanziell abgesicherten Lebensabend verleben zu dürfen.
Vor seinem Tod litt Harrington zunehmend unter Gicht, verlor Gedächtnis und Sprache und war zum Ende hin gelähmt. Er starb am 11. September 1677 und wurde südlich des Altars der Londoner St. Margaret’s Church gleich neben Sir Walter Raleigh beigesetzt. Die Inschrift auf seiner Grabplatte schloss mit dem Spruch: „Nec virtus, nec animi dotes […] corruptione eximere queant corpus“ („Weder Tugend noch die Gaben des Geistes […] können den Körper vor dem Verfall bewahren“). Wie Nachforschungen Riklins ergaben, liegt diese aus schwarzem Marmor gearbeitete Platte heute beschädigt und von der Allgemeinheit vergessen unter dem Boden der Kirchenorgel.

## Harringtons politische Philosophie

### The Commonwealth of Oceana

#### Überblick

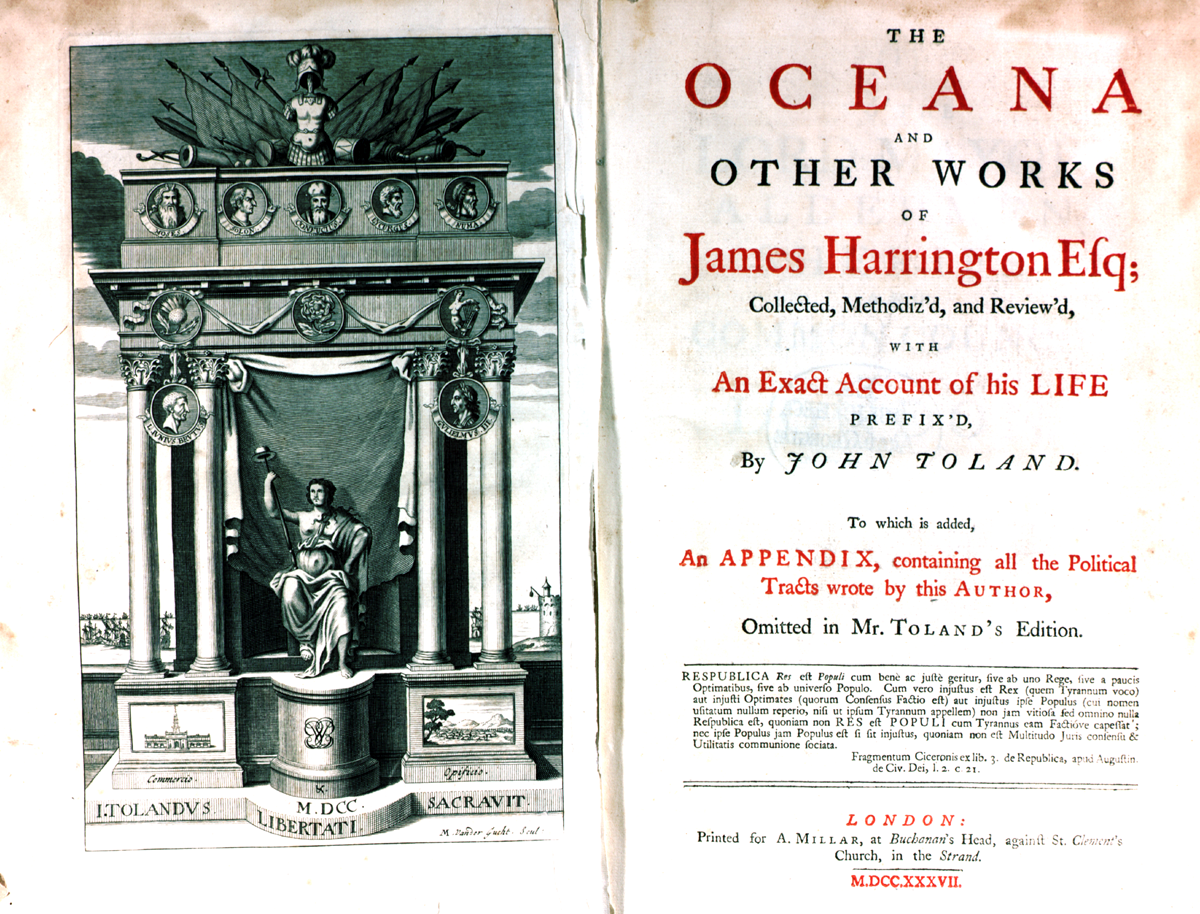
Titelkupfer der ersten Werkausgabe (London 1737)

The Commonwealth of Oceana ist die einzige Schrift Harringtons, die heute noch breitere Beachtung findet. Harringtons Ehrgeiz bei ihrer Abfassung bestand in nichts Geringerem als darin, „die erste vollkommene Republik der Menschheitsgeschichte zu entwerfen“ (Riklin). Das in der Oceana entwickelte Republikmodell beruhte auf einer intensiven Auseinandersetzung mit der englischen und der antiken Geschichte und der daraus abgeleiteten Grundannahme, dass es genau zwei Fehler waren, unter denen der englische Staat litt: der mangelnden Ausgewogenheit in der Besitzverteilung (balance of property) und der nicht zufriedenstellenden Funktionsweise des parlamentarischen Systems. Die von Harrington vorgeschlagene Alternative war eine gewaltenteilige Mischverfassung, wobei die Macht im Staat bei den männlichen Bürgern mit mittlerem und größerem Eigentum lag. Vor dem Hintergrund der Hypothese, wonach politische Macht auf wirtschaftlicher Macht gründet (ein von Harrington postulierter Grundsatz, der später unter der Devise „power follows property“ bekannt wurde), strebte Harrington eine ausgeglichene Verteilung des Bodens zur allmählichen Erreichung eines Gleichgewichts der politischen Macht an. In Form von insgesamt dreißig Verordnungen (orders) legte er einen geschriebenen Verfassungsentwurf vor, der von der Staatsgliederung bis zu den Grundrechten und -pflichten der Bürger alle Bereiche des politischen Lebens abdeckte. Die in diesen Verfassungsgesetzen abgebildete Harringtonsche Idealrepublik nennt Riklin eine „zweigliedrige, besitzständische Aristodemokratie“.

#### Gesetzesherrschaft: „Empire of Laws“
Grundlage der Harringtonschen Republik war das Prinzip der Gesetzesherrschaft, das er in die griffige Formel fasste:
| government […] is the empire of laws and not of men. (161) | Regieren bedeutet die Herrschaft von Gesetzen und nicht von Menschen. |

Ausgerichtet an dem Vorbild antiker Staatslenker wie Solon oder Lykurg ging Harrington davon aus, dass der ideale Staat derjenige ist, der mit möglichst wenigen Gesetzen auskommt. In der Konsequenz beschränkte er die Gesetzgebung der Oceana auf dreißig sogenannte orders – ein Begriff, mit dem er laut Riklin an die ordini italienischer Renaissance-Republiken anknüpfte. Macchiavelli und Gianotti folgend war Harrington davon überzeugt, dass gute Gesetze und Ordnungen das Verhalten der Menschen positiv beeinflussen könnten. Diese Vorstellung gipfelte in dem Ausspruch:
| give us good orders, and they will make us good men (205) | Gebt uns gute Gesetze, und sie werden uns gute Menschen hervorbringen. |

Dementsprechend sind gut zwei Drittel der Oceana der Vorstellung, Erläuterung und Diskussion der dreißig Verfassungsgesetze gewidmet. Riklin bewertet diesen Verfassungsentwurf als „einen Meilenstein in der Ideen- und Verfassungsgeschichte“ und verweist zugleich auf die erstaunliche Tatsache, dass Harringtons Ideen zwar einen „markanten Beitrag zu den Ursprüngen der geschriebenen Verfassung“ geleistet haben, er dabei aber erstaunlicherweise in seinem noch heute dem Gewohnheitsrecht, dem common-law, verpflichteten Heimatland die geringste Wirkung entfaltet habe.

#### „Balance of property“
Der Zusammenhang zwischen politischer und wirtschaftlicher Macht war in England schon vor dem Erscheinen von Harringtons Oceana diskutiert worden. In der zwischen 1647 und 1649 geführten Debatte um den nie in Kraft getretenen demokratischen Verfassungsentwurf Agreement of the People sprach sich der Oberst des Parlamentsheeres und Unterhausabgeordnete Henry Ireton gegen das allgemeine Männerwahlrecht aus, weil seiner Ansicht nach nur diejenigen Personen ein dauerhaftes Interesse an der Zukunft des Königreiches hätten, die Privateigentum besäßen. Während Ireton dabei lediglich darlegte, weshalb nur Eigentümer Zugang zur politischen Macht haben sollten, postulierte Harrington rund ein Jahrzehnt später, dass die konkrete Ausübung politischer Macht untrennbar an Privateigentum gebunden sei.
Harringtons zentrale Aussage zum Zusammenhang zwischen politischer und wirtschaftlicher Macht lautet:
| such […] as is the proportion or balance of dominion or property in land, such is the nature of the empire. (163) | Die politische Macht in einem Staat liegt in dem Größenverhältnis oder dem Gleichgewicht von wirtschaftlicher Macht oder Grundbesitz begründet. |

Auf der Grundlage dieser Prämisse entwickelte Harrington ein Klassifikationsschema für Regierungsmodelle: Wenn ein einziger Mensch Besitzer des gesamten Grundbesitzes eines Staates oder zumindest des überwiegenden Teils davon sei, dann handele es sich bei der Staatsform um eine absolute Monarchie. Besitze dazu eine kleinere Gruppe wie etwa der Adel mehr Land als das übrige Volk, so handele es sich um eine gemischte Monarchie. Wenn dagegen der Besitz so verteilt sei, dass weder ein Einzelner noch eine kleine Gruppe das Übergewicht habe, dann sei die Staatsform eine Republik (commonwealth) (163–164). Ausgehend von der Beobachtung, dass sowohl dem Bürgerkrieg in England unter Karl I. als auch demjenigen im Römischen Reich zur Zeit Caesars Verschiebungen in den Eigentumsverhältnissen an Grund und Boden vorausgegangen waren, glaubte Harrington mit der von ihm geforderten balance of property das Heilmittel für die aktuelle Misere des englischen Staates gefunden zu haben.
Es lag Harrington jedoch fern, das von ihm angestrebte Gleichgewicht in der politischen Macht durch eine abrupte Neuverteilung des Grundbesitzes herzustellen. Seine Lösung bestand vielmehr in einer allmählichen, sich über mehrere Jahrzehnte hinziehenden Umverteilung durch Änderungen im Erbrecht und in der Agrargesetzgebung. Eine Obergrenze für den Ertragswert der Ländereien jedes einzelnen Eigentümers sollte eine Zusammenballung des Grundbesitzes verhindern. Gleichzeitig schlug Harrington – der selber als ältester Sohn von der seit den Tagen der Normannischen Eroberung in England geltenden Bevorzugung der Erstgeborenen profitiert hatte – eine gleichmäßige Aufteilung des Besitzes auf alle Nachkommen vor, wobei für den Ertragswert jedes einzelnen Erbteils erneut eine Obergrenze gelten sollte (231). Die von der Bewegung der Levellers („Gleichmacher“) geforderte Zerstückelung allen Landbesitzes und anschließende Neuverteilung in gleichen Teilen an alle Bürger oder gar die völlige Umgestaltung Englands in eine kommunistische Agrarrepublik christlicher Prägung, wie sie von der radikalen Splittergruppe der Diggers („Buddler“) um Gerrard Winstanley noch gegen Ende der 1640er Jahre angestrebt wurde, lehnte Harrington als Anhänger des Leistungsprinzips dagegen ab. Smith fasst Harringtons Position zur Eigentumsfrage wie folgt zusammen: „Durch seine sozialistische Besitzverteilung hoffte er, republikanische Einrichtungen zu ermöglichen. Die extreme Form der Demokratie hoffte er dadurch verhindern zu können, dass er die politische Macht in den Händen des durch die Landwirtschaft beständigeren Teils des Gemeinwesens beließ.“

#### Zweikammersystem; Trennung von Beratung und Entscheidung
Ein zentraler Bestandteil des Harringtonschen Republikmodells war das Zweikammersystem mit strikter Trennung von Beratung und Entscheidung. Harrington glaubte zwar an die generelle Fähigkeit des Menschen, seinen privaten Nutzen hinter das Gemeinwohl zurückzustellen, mit dem Zweikammerparlament versuchte er diese Gemeinwohlorientierung aber institutionell abzusichern. Die dahinterliegende Idee kleidete er bildlich in die sogenannte Kuchen-Parabel, bei der es um die Frage geht, wie zwei Mädchen einen Kuchen gerecht untereinander aufteilen können:
| ‘Divide’, says one unto the other, ‘and I will choose; or let me divide and you shall choose.’ If this be but once agreed upon, it is enough; for the divident dividing unequally loses, in regard that the other takes the better half; wherefore she divides equally, and so both have right. (172) | ‚Teile‘, sagt das eine zum anderen Mädchen, ‚und ich werde wählen; oder lass mich teilen und du sollst wählen.‘ Einigt man sich erst einmal auf diese Verfahrensweise, so genügt dies; teilt nämlich das teilende Mädchen ungleich, so verliert es, weil das andere die bessere Hälfte nimmt; wenn es aber zu gleichen Hälften teilt, so kommen beide zu ihrem Recht. |

Ausgehend von der Vorstellung, dass sich dieses Prinzip auf die Politik übertragen ließe (dividing and choosing, in the language of the commonwealth, is debating and resolving, 174), schlug Harrington ein zweigliedriges System vor, bei dem sich die erste Kammer auf die Beratung beschränkt, während die zweite Kammer – ohne weitere Beratungsmöglichkeit – entscheidet. Zu Abgeordneten der ersten Kammer, des Senats, sollten diejenigen gewählt werden, die sich aufgrund ihrer Weisheit vor allen anderen auszeichnen. Diese natürliche Aristokratie (natural aristocracy) sei von Gott über die gesamte Menschheit verstreut worden; ihre Aufgabe bestehe nicht darin, über das Volk zu herrschen, sondern es zu beraten (not to be commanders but councellors of the people, 173). Mit diesem Konzept der aus den Reihen des Volkes gewählten Besten ersetzte Harrington die bisherige Erbaristokratie durch eine Bildungsaristokratie. Wenn dieser Senat aber – so Harrington weiter – noch irgendeine andere Befugnis außer derjenigen der Beratung habe, könne der Republik daraus nur Schaden erwachsen. Während nämlich die Weisheit des Senats im Interesse des Gemeinwesens einzusetzen sei, seien die Interessen einer kleinen aristokratischen Gruppe nicht auf den Nutzen des Staates, sondern auf den eigenen Vorteil ausgerichtet. Aus diesem Grund müsse das Volk selbst die Macht der Entscheidung in den Händen halten:
| As the wisdom of the commonwealth is in the aristocracy, so the interest of the commonwealth is in the whole body of the people (173) | So wie die Weisheit des Staates bei der Aristokratie liegt, so liegt die Entscheidung im Staat beim gesamten Volk. |

Da eine gleichzeitige Versammlung aller Bürger zum Zwecke von Abstimmungen in einem großen Land allein aus praktischen Gründen nicht denkbar sei, müsse die zweite Kammer, die sogenannte Volkskammer, ebenso wie die erste auf dem Prinzip der Repräsentation beruhen.

#### Repräsentation und Wahlen
Harringtons Idealrepublik Oceana ist ein reines Repräsentativsystem. Um jeder Stimme ein annähernd gleiches Gewicht zu geben, plante Harrington eine Neugliederung Englands in etwa gleich große Wahlbezirke. Er schlug eine auf dem Dezimalsystem basierende Aufteilung des Landes in 10.000 Gemeinden (parishes), 1.000 Hundertschaften (hundreds) und 50 Stämme (tribes) vor. Wahlberechtigt sollte jeder sein, der zugleich Eigentümer und Wehrpflichtiger war und das 30. Lebensjahr vollendet hatte. Daraus ergaben sich nach Harringtons Berechnung eine halbe Million Wahlberechtigte – was im Übrigen eine starke Ausweitung des aktiven Wahlrechts in England bedeutet hätte –, die in der ersten Wahlstufe die Gemeindeabgeordneten (deputies) in direkter Wahl bestimmen. In einem zweiten Wahlgang wählen diese Abgeordneten ihre Repräsentanten für beide Kammern des Parlaments. Aus den Reihen des Senats wird schließlich das ausführende Organ, der sogenannte Magistrat, gewählt. Durch ein striktes Rotationsprinzip ist die Amtsdauer auf ein Jahr (Gemeinde- und Volkskammerabgeordnete) bis drei Jahre (Senats- und Magistratsmitglieder) limitiert und jeweils ein Drittel der Senats- und Magistratsmitglieder wird jährlich ausgetauscht. Auf diese Weise befindet sich das gesamte Volk in ständiger Rotation, was nach Harringtons Vorstellung eine gerechte Beteiligung jedes Aktivbürgers an der Politik sicherstellt. Durch eine der Amtszeit entsprechende Pause vor der Wiederwahl sollte das Aufkommen einer Klasse von Berufspolitikern verhindert werden.
Die Wahlen selbst sollten nach einem komplizierten System ablaufen, das Harrington nach venezianischem Vorbild gestaltet hatte und das er in der Schrift The Manner and Use of the Ballot genauer erklärte.
| Sitz- und Wahlordnung im Senat |                                | |
| A Stratege, B Oberster Sprecher, C Siegelbewahrer, D/E Schatzmeister, F Mittlere Urne, G/H Bänke der Senatoren, I Sitze der Zensoren, K Zensoren, L Äußere Urnen, M Sekretäre, N Urnen für Ja- und Nein-Stimmen, O Wollsack-Sitze, P Tribune der Kavallerie, Q Tribune der Infanterie, R Richter, S Senatoren auf dem Gang zur Auslosung, T Senatoren an den äußeren Urnen, V Senator auf dem Weg zur mittleren Urne, W Senator an der mittleren Urne, X Senatoren nach der Losziehung, Y Schale für Silberkugeln | Sitz- und Wahlordnung im Senat | a Senator mit gezogener Silberkugel, b Schale für Silberkugeln, c Senator mit gezogener Goldkugel (Elektor), d Wartebank für Elektoren, e Wartende Elektoren, f Pagen, g Zweikammrige Urnen für Ja- und Nein-Stimmen, h Urne für Nein-Stimmen, i Urne für Ja-Stimmen |
| Abbildung aus: The Manner and Use of the Ballot. Legende gemäß Riklin, S. 197–198 |                                | |

Der Wahlvorgang (ballot) lief – vereinfachend dargestellt – in zwei Phasen ab: In der ersten Phase wurden durch das Ziehen von Kugeln aus dem Kreis der Wahlberechtigten die sogenannten „Nominatoren“ ausgelost. Das Losen war aus dem antiken Griechenland übernommen, wo es als besonders demokratisch galt. Letztlich sollte die mit dem Verfahren verbundene Unsicherheit sicherstellen, dass keine Absprachen stattfanden und sich keine Fraktionen bildeten. Die Aufgabe der auf diese Weise ermittelten Nominatoren bestand darin, die späteren Kandidaten vorzuschlagen, die dann in einer zweiten Phase durch geheime Urnenwahl mit absoluter Mehrheit ermittelt wurden. Das Verfahren selbst, bei dem silberne, goldene und leinene Kugeln sowie verschiedene Schalen und Urnen zum Einsatz kamen, war äußerst komplex und unterlag in seinem Verlauf minutiösen Regelungen. Gerade diese komplizierte Wahlordnung war es, die in der zeitgenössischen öffentlichen Diskussion zu einem beliebten Angriffspunkt für Harringtons Kritiker wurde.

### Rezeptionsgeschichte

#### Das zeitgenössische Echo in England
Das zeitgenössische Echo auf die Oceana war vielstimmig und nicht selten von Schärfe oder gar Spott geprägt. Viele der in diesem Zusammenhang geführten Diskussionen bezogen sich auf Randprobleme und sind aus heutiger Sicht nur noch von geringem Interesse. Das Themenspektrum reichte von der Priesterordination im Urchristentum bis zur Verfassung Spartas. Zu Harringtons prominenteren zeitgenössischen Kritikern gehörte Matthew Wren (1629–1672), der Sohn des gleichnamigen Bischofs von Ely. Wren wies nach, dass das Konzept der balance of power – anders als von Harrington behauptet – weder in den Werken von Aristoteles noch in denen von Thukydides eine Rolle spielte. Genüsslich hielt er Harrington mit Bezug auf dessen Zweikammerkonzept und in Anknüpfung an ein Anacharsis-Zitat entgegen, kluge Männer würden die Angelegenheiten beraten und Dummköpfe sie entscheiden. Der Universalgelehrte Henry Stubbe (1632–1676) bemängelte die „historical defects“, die die Oceana trotz Harringtons breiter Kenntnis von antiker Geschichte immer noch enthielt. Marchamont Nedham (1620–1678), Herausgeber der Cromwells Regierung nahestehenden Zeitschrift Mercurius Politicus, beklagte den Drang, ständig neue Staatsmodelle zu diskutieren, wo gar keine Notwendigkeit bestünde. Der puritanische Pfarrer Richard Baxter (1615–1691) nahm das häufig geäußerte Argument auf, die Übertragung antiker Vorbilder auf England sei vollkommen ungeeignet und verschärfte es durch die Aussage, Venedig, das vor Papismus und Hurerei nur so strotze, könne am allerwenigsten als Vorbild für das englische Staatssystem herhalten. Auf die Spitze getrieben wurde die Debatte durch den Vorschlag, man möge Harrington doch auf die englische Karibikinsel Jamaika verschiffen, damit er dort sein commonwealth verwirklichen könne. Allein Thomas Hobbes, von dem Harringtons Freund John Aubrey behauptete, die Oceana sei gegen ihn gerichtet gewesen, blieb stumm.

#### Oceana in Übersee: die Eigentümerkolonien in Nordamerika
Der erste Zeitabschnitt, innerhalb dessen Harringtons Ideen konkreten Einfluss auf das politische Denken in Nordamerika ausübten, fällt in die Zeit der englischen Restauration, als zwischen 1660 und 1680 die nordamerikanischen Kolonien Carolina, New Jersey und Pennsylvania gegründet wurden. Diese sogenannten „Eigentümerkolonien“ hatte Karl II. an englische Adlige vergeben, bei denen er – wie etwa im Falle General George Moncks, der eine Schlüsselrolle bei der Wiedererrichtung der Monarchie gespielt hatte oder im Falle von William, Earl of Craven, der Karl mehr als 50.000 Pfund geliehen hatte – noch Dankesschulden aus der Zeit vor 1660 abzutragen hatte.
Die erste dieser in Nordamerika gegründeten Eigentümerkolonien war Carolina, die Karl II. 1663 an acht seiner Anhänger aus der Exilzeit verlieh. Nach Abschluss der Gründungsphase verabschiedeten die Eigentümer 1670 eine Verfassung, die unter dem Namen Fundamental Constitutions bekannt wurde. Die Fundamental Constitutions zeichneten sich durch eine komplizierte Hierarchie aus, die die Bewohner Carolinas nach der Menge ihres jeweiligen Landeigentums klassifizierte. Das ausdrückliche Ziel dieser Regelung bestand darin, „daß durch die Aufteilung und Kultivierung des Landes das Gleichgewicht der Kräfte gewahrt bleibe“, um auf diese Weise die „Errichtung einer […] Demokratie zu vermeiden“. Das Harringtonsche Prinzip des power follows property als Grundlage für die Fundamental Constitutions ist klar erkennbar: Die exekutive Gewalt lag alleine bei den Grundbesitzern. Verlor ein Mann sein Land, dann verlor er auch seinen Titel. Doch auch weitere Ähnlichkeiten fallen auf. Die Legislative Carolinas lag in den Händen eines Zweikammerparlaments, dessen eine Kammer Gesetze vorschlug, während die andere sie verabschiedete. Für die Wahlen zum Parlament schrieb die Verfassung ausdrücklich ein geheimes Verfahren vor. Dafür wurde der durch Harringtons Einfluss stärkere Verbreitung findende Begriff ballot gebraucht, während in den Kolonien New Englands der Ausdruck papers verwendet wurde. Selbst die fantasievolle Namensgebung (palatine, landgrave, cazique) erinnert an Harrington. Allein die Zielsetzung, nämlich die Errichtung einer Demokratie verhindern zu wollen, stand Harringtons Vorstellungen diametral entgegen. Die Anleihen, die die Fundamental Constitutions bei Harrington nahmen, sind nicht sonderlich schwer zu erklären. Smith verweist auf den Umstand, dass drei der acht Eigentümer der Kolonie in direktem Bezug zu Harrington standen. William Craven war der Kommandant des Regiments, in dem Harrington während seines Aufenthalts in den Niederlanden im Jahr 1632 kurzzeitig diente, Sir George Carteret, einer der führenden Royalisten der 1640er Jahre, spielte eine prominente Rolle in der Untersuchung des Verschwörungsvorwurfs gegen Harrington und George Monk stand laut Smith unter dem Verdacht, Harringtons Ideen anzuhängen. letztlich waren die Fundamental Constitutions Carolinas aber zum Scheitern verurteilt. Nach Erhebungen der Siedler, die einen größeren Anteil an der Verwaltung der Kolonie forderten, wurden sie 1693 suspendiert und um 1700 schließlich völlig aufgehoben. Im Jahr 1719 wurde Carolina Kronkolonie, womit sich der erste Versuch einer annähernden Realisierung der Harringtonschen Ideen in Luft auflöste.

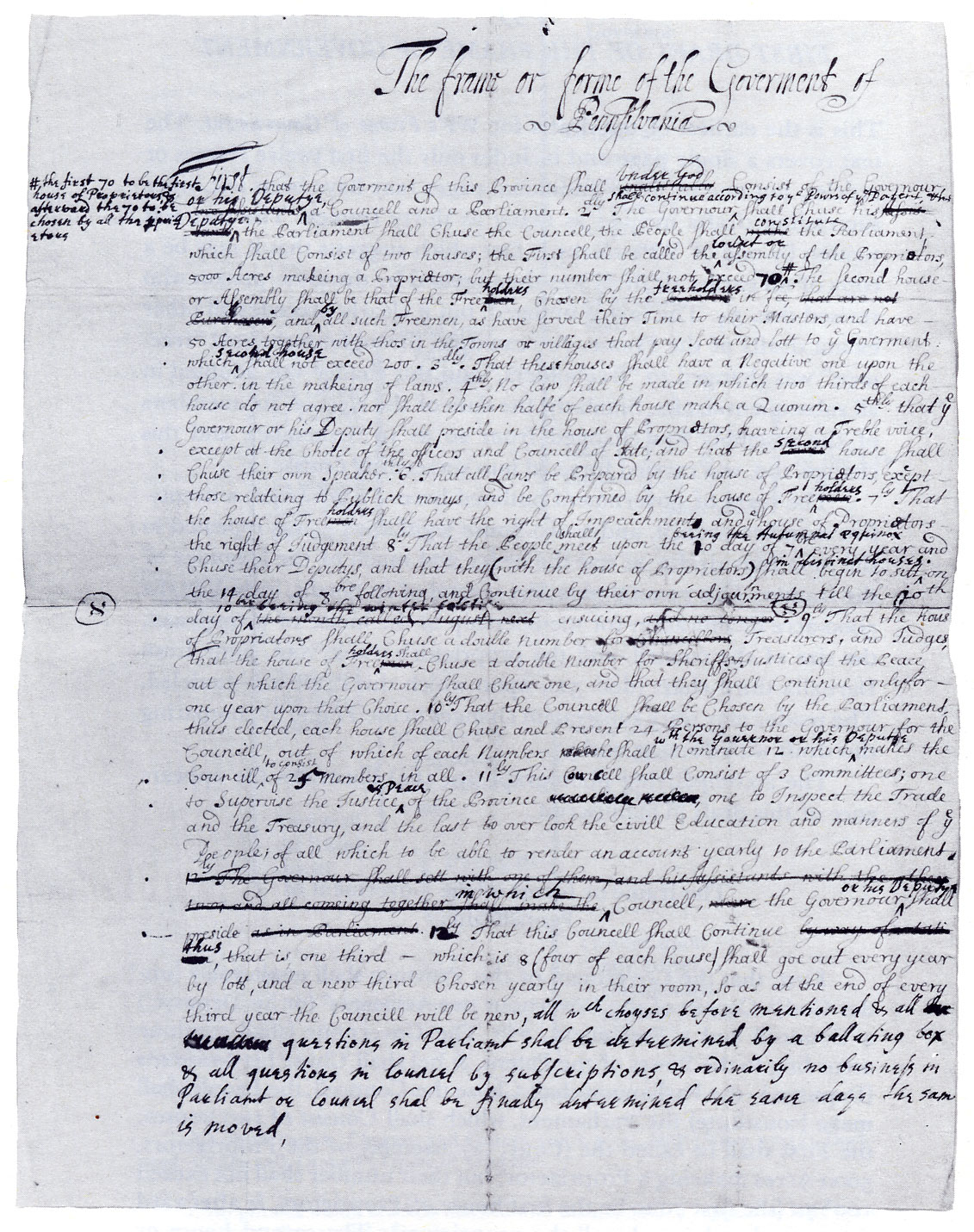
Erster Entwurf des Frame of Government (um 1681). Unten auf der Seite befinden sich Penns Ausführungen zur Rotation der Abgeordneten.

Die zweite Kolonie, deren Verfassung eindeutige Anleihen bei Harrington nahm, war Pennsylvania. Dessen Gründer William Penn hatte Karl II. im Juni 1680 um die Verleihung von Land gebeten. Durch die Unterstützung des Königsbruders Jakob, in dessen Beraterkreis Penn beträchtlichen Einfluss besaß, wurde seinen Bitten stattgegeben, und so erhielt er im Februar 1681 eine königliche Charter, die ihm die Besitzrechte eines zwischen New York und Maryland gelegenen Gebiets zusprach. Diese Charter räumte Penn nicht nur bei der Verwirklichung seiner religiösen, sondern auch seiner politischen Vorstellungen weiten Spielraum ein. Die um 1681 von Penn geschaffene Verfassung für Pennsylvania mit dem Titel Frame of Government nennt Smith den „interessantesten und umfassendsten aller Versuche, Oceana in den Kolonien zu verwirklichen“. Die Verfassung sah mit Gouverneur, Rat und Abgeordnetenhaus drei Regierungsorgane vor. Die Mitglieder des Rates wurden durch geheime Wahlen ermittelt und unterlagen dem Rotationsprinzip. Jährlich sollten 24 der insgesamt 72 Ratsmitglieder ausscheiden und durch Neuwahlen ersetzt werden. Eine Wiederwahl sollte frühestens nach einer einjährigen Pause möglich sein. Das passive Wahlrecht war an den Besitz von Eigentum gebunden, wobei der Gesamtbesitz eines einzelnen Grundbesitzers – ganz im Sinne der Harringtonschen balance of property – durch eine quotierte Höchstgrenze nach oben begrenzt war. Da nicht bekannt ist, ob Penn selbst ein Exemplar der Oceana besaß, lässt sich nicht abschließend klären, ob Harringtons Ideen auf direkte Weise oder durch die Vermittlung Dritter auf den Schöpfer der Verfassung Pennsylvanias wirkten. Dessen ungeachtet treten die Übereinstimmungen der politischen Ideen Penns und Harringtons so deutlich hervor, dass eine Vorbildfunktion der Oceana für die Verfassung Pennsylvanias von 1682 nicht bestritten werden kann. In der Praxis bewährten sich die Regelungen allerdings nicht. Schon bald nach dem Inkrafttreten der Verfassung kam es zu zahlreichen Änderungen, wobei die meisten der bei Harrington entlehnten Regelungen zu den ersten gehörten, die aus dem Verfassungstext getilgt wurden. Alle im 17. Jahrhundert unternommenen Versuche, die Harringtonschen Ideen in den nordamerikanischen Kolonien in die Praxis umzusetzen, waren damit gescheitert.

#### Adams’ Harrington-Rezeption und die Verfassungsdiskussion in den USA
Zum zweiten Mal wurde Harringtons Einfluss in Nordamerika während der Revolution im 18. Jahrhundert spürbar. Die wichtigste Rolle bei der Verbreitung der Harringtonschen Ideen spielte dabei der spätere zweite Präsident der Vereinigten Staaten John Adams, der von 1774 bis 1778 Mitglied des Kontinentalkongresses war und die amerikanische Unabhängigkeit in jenen Jahren entscheidend mitgestaltete. Im Mai 1776 fasste der Kontinentalkongress den Beschluss, dass die Dreizehn Kolonien neue Verfassungen ausarbeiten sollten, und richtete eine Bitte an Adams, er möge zu diesem Zweck eine Empfehlung ausarbeiten. Daraufhin verfasste Adams seine Schrift Thoughts on Government applicable to the Present State of the American Colonies, in der er ein in weiten Zügen eng an die Oceana angelehntes Republikmodell entwarf. Adams’ Verfassung basierte auf der Grundidee einer Herrschaft der Gesetze („Empire of Laws“), was durch eine Trennung der Legislative in zwei Kammern, Gewaltentrennung, Rotation und indirekte Wahlen zur Besetzung der zweiten Kammer sichergestellt werden sollte. Als Vorbild für dieses System taucht in den Thoughts on Government neben anderen Namen auch derjenige Harringtons auf.
Im September 1779 beauftragten die Abgeordneten von Massachusetts Adams mit der Ausarbeitung eines Verfassungsentwurfs. Adams wich dabei von der indirekten Wahl der zweiten Kammer ab, blieb seinem System der Checks and Balances – der gegenseitigen Kontrolle der Verfassungsorgane – aber treu. Das aktive und passive Wahlrecht war an eine Qualifikation durch Eigentum gebunden. Das Dokument schloss mit dem Satz „to the end it may be a government of laws and not of men“. Adams’ Entwurf erinnerte die Abgeordneten dabei offensichtlich so stark an Harrington, dass sie sich im Verlauf der Diskussion über den endgültigen Text sogar zu dem Vorschlag verstiegen, den Begriff „Commonwealth of Massachusetts“ durch „Commonwealth of Oceana“ zu ersetzen. Diese Idee einer Umbenennung von Massachusetts in Oceana fand letztlich jedoch keine Mehrheit. Smith wirft in diesem Zusammenhang die berechtigte Frage auf, ob die Initiative überhaupt ernst gemeint war und Adams nicht vielleicht eher mit dem Vorwurf konfrontiert werden sollte, bei Harrington abgeschrieben zu haben.
Weitere Belege für Harringtons Einfluss auf Adams finden sich in dessen 1787 erschienener Schrift Defence of the Constitutions of the United States, in der Adams sein Konzept des amerikanischen Zweikammersystems gegen wachsende Angriffe aus Europa verteidigte. In einem Einkammersystem, so Adams, würde die zum Führen geborene Elite eines Landes schnell zur Tyrannei neigen. Die große Kunst bei der Gesetzgebung bestehe darin, dies durch ein System des Gleichgewichts zwischen Armen und Reichen zu verhindern. In seiner Argumentation griff er dabei auf Harringtons Idee einer natürlichen Aristokratie zurück und folgte damit einer der Grundannahmen, auf denen auch das Zweikammersystem Oceanas basierte.

#### Montesquieu, die Whigs und Jaucourts Encyclopédie-Artikel
Erste Belege für die Harrington-Rezeption in Frankreich werden zu Beginn des 18. Jahrhunderts fassbar. John Tolands 1700 in England veröffentlichte Ausgabe der Werke Harringtons wurde sofort nach ihrem Erscheinen interessiert zur Kenntnis genommen und in Literaturjournalen wie Les Nouvelles de la République des Lettres besprochen. Dies wiederholte sich, als Harringtons Werke 1737 in England neu aufgelegt wurden; im selben Jahr erschien in Frankreich eine Übersetzung des Commonwealth of Oceana unter dem Titel Les Oceana.
Harringtons Einfluss auf das politische Denken in Frankreich geschah jedoch nicht allein auf direktem Wege. Der wahrscheinlich wichtigste Übermittler der Harringtonschen Ideen war Thomas Gordon (1691?–1750), der in England zusammen mit John Trenchard (1662–1723) die zunächst wöchentlich erscheinende und später in Buchform mehrfach neu aufgelegte Reihe Independent Whig herausgab und zwischen 1720 und 1723 – wieder gemeinsam mit Trenchard, jedoch unter dem gemeinsamen Pseudonym des römischen Staatsmanns Cato – die berühmten Cato's Letters, eine Reihe von 144 Pamphleten, veröffentlichte. Gordons Schriften gehörten zu den wichtigsten englischen Quellen für Montesquieus erstmals 1748 erschienene geschichtsphilosophische und staatstheoretische Schrift De l'esprit des lois (dt. Vom Geist der Gesetze). Vieles spricht dafür, dass Montesquieu bereits während seines Aufenthalts in England gegen Ende der 1720er Jahre auf die Pamphlete der liberalen Whig-Politiker aufmerksam geworden war und von diesen beeinflusst wurde. Sein Urteil über Harrington selbst fiel jedoch eher kritisch aus. Im XI. Buch seines Esprit des lois, dem Kapitel über die englische Verfassung, bemängelt er unter Bezugnahme auf einen bei Herodot überlieferten Ausspruch des persischen Feldherren Megabazos, Harrington habe die politische Freiheit in England vor Augen gehabt und sie dennoch in einem imaginären Nirgendwo gesucht:
| Harrington, dans son Océana, a aussi examiné quel étoit le plus haut point de liberté où la constitution d’un État peut être portée. Mais on peut dire de lui qu’il n’a cherché cette liberté qu’après l’avoir méconnue, et qu’il a bâti Chalcédoine, ayant le rivage de Byzance devant les yeux. | Harrington hat in seiner Oceana ebenfalls untersucht, welches der Gipfel der Freiheit sein könne, zu dem die Verfassung eines Staates getragen werden könne. Aber man kann von ihm sagen, dass er diese Freiheit erst gesucht hat, nachdem er sie verkannt hat und dass er Chalcedonien gebaut hat, während er die Küste von Byzanz vor seinen Augen hatte. |

Inwieweit dieses Urteil Montesquieus wiederum rezipiert wurde, zeigt sich an dem Eintrag in der Encyclopédie Diderots, der sich mit Harrington befasst. Untergebracht sind die vom Chevalier de Jaucourt verfassten Ausführungen unter dem Lemma „Rutland“ im 1765 erstmals erschienenen 14. Band der Encyclopédie. Rund zehn Zeilen des Textes beziehen sich auf Harringtons Heimatregion, die Grafschaft Rutlandshire in Mittelengland, während der Rest des sich über insgesamt fünf Spalten erstreckenden Artikels detaillierte Informationen über Harrington, den Publikationskontext sowie den Inhalt der Oceana enthält. Was die Bewertung des Werkes angeht, so bescheinigt Jaucourt der Oceana, sie sei „äußerst renommiert in England“, zitiert dann die genannte Passage aus dem Esprit des lois und kommt abschließend zu dem Urteil, Harrington sei weniger für seinen Schreibstil als für die „Exzellenz des Stoffes“ zu loben. Angesichts ihres Verbreitungsgrades ist davon auszugehen, dass die Encyclopédie eine nicht geringe Rolle für die Rezeption der Harringtonschen Ideen in Frankreich gespielt hat.

#### Harrington und die Französische Revolution
Der genaue Einfluss Harringtons auf die Politiker und Staatstheoretiker der Französischen Revolution lässt sich nur schwer abschätzen. Die Aufmerksamkeit, die die amerikanische Unabhängigkeitsbewegung in Frankreich auf sich zog, war groß. Somit können die Harringtonschen Ideen auch über den Umweg der Vereinigten Staaten nach Europa zurückgelangt sein. Es gibt jedoch auch eine Reihe von Indizien für einen direkten Einfluss Harringtons auf das politische Denken im revolutionären Frankreich. Im Jahr 1794 etwa veröffentlichte der Direktor der Französischen Nationalbibliothek einen Artikel im Moniteur, in dem er eine Edition der Oceana forderte. Schon ein Jahr später wurde sein Wunsch teilweise erfüllt, als eine dreibändige französischsprachige Ausgabe von Harringtons Werken und ein Band mit politischen Aphorismen erschienen. In seiner Vorrede ging deren Herausgeber explizit auf den Einfluss ein, den Harrington auf Adams als einen der Vordenker der amerikanischen Revolution gehabt hatte, und gestand, gerade dies habe seine Neugier geweckt.
Ein weiterer Grund für Harringtons Popularität war eine Passage in der Oceana, in der er die zukünftige Weltherrschaft Frankreichs prophezeite:
| If France, Italy and Spain were not all sick, all corrupted together, there would be none of them so, for the sick would not be able to withstand the sound, nor the sound to preserve her health without curing of the sick. The first of these nations (which, if you stay her leisure, will in my mind be France) that recovers the health of ancient prudence shall assuredly govern the world […] (332) | Wären Frankreich, Italien und Spanien nicht alle zusammen krank und verdorben, dann wäre es auch keiner von ihnen. Denn weder wäre die Krankheit in der Lage, dem Gesunden zu widerstehen, noch das Gesunde, seinen Zustand zu erhalten, ohne die Krankheit zu heilen. Das erste dieser Völker (welches, meiner Meinung nach – wenn man ihm Muße gibt – das Französische sein wird), das zur Gesundheit der antiken Klugheit wiederfindet, wird sicher die Welt regieren. |

Am 13. März 1796 verwies Goupil-Prefeln, Mitglied des Ältestenrates, in einem Brief an den Moniteur auf diese Passage und rief die Zeitungsleser zur Harrington-Lektüre auf. Montesquieu, so kritisierte er dabei, habe Harrington offensichtlich einer allzu leichtfertigen Beurteilung unterzogen, denn schließlich habe Harrington Adams beeinflusst, der zu den Begründern der amerikanischen Freiheit gehöre.
Die Motive für das verstärkte Interesse an Harrington lagen dabei auf der Hand. Ebenso wie zuvor in England und in Nordamerika stellte sich die konkrete Frage nach der Ausgestaltung des parlamentarischen Systems, nach dem Wahlmodus und nicht zuletzt nach Strategien, wie eine Konzentration der Macht in den Händen Weniger verhindert werden konnte. Aus diesem Grund wurde immer wieder versucht, eine Verknüpfung zwischen der englischen Revolution und der aktuellen Situation in Frankreich herzustellen. Der Übersetzer der französischen Harrington-Ausgabe schrieb in seinem Vorwort:
| Les troubles de la révolution Française ont trop de ressemblance avec ceux de la révolution d’Angleterre, pour que celui qui aime à remonter des effets aux causes, ne svempresse pas d'étudier l’une, pour mieux deviner les suites de l’autre […] | Die Geschehnisse der Französischen Revolution erinnern zu stark an diejenigen der Revolution in England, als dass derjenige, der die Auswirkungen auf die Ursachen zurückführen will, sich nicht bemühen sollte, letztere zu studieren, um damit besser die Folgen der anderen abschätzen zu können […] |

In seinem 1799 publizierten Essai sur les causes qui, en 1649, amenèrent en Angleterre l’établissement de la république (dt. Versuch über die Gründe, die 1649 zur Errichtung der Republik in England geführt haben) schloss sich der Präsident des Rates der Fünfhundert Antoine Boulay de la Meurthe dieser Meinung an und verwies rückblickend darauf, er selbst habe sich bereits einige Jahre zuvor intensiv mit der englischen Revolution auseinandergesetzt, um die Ereignisse in seinem eigenen Land besser begreifen zu können.
Die Frage nach einem konkreten Einfluss Harringtons auf Emmanuel Joseph Sieyès als dem bedeutendsten politischen Theoretiker seiner Zeit ist nur schwer zu beantworten. Ebenso wie Montesquieu war Sieyès stolz auf seine Originalität und gab nur wenig über seine Quellen preis. Immerhin ist seiner Schrift Qu’est-ce que le Tiers État? (dt. Was ist der Dritte Stand?) zu entnehmen, dass er mit dem englischen Herrschaftssystem vertraut war. Darüber hinaus finden sich im Text Ähnlichkeiten in der Argumentationsweise und in der Wortwahl, die eine Harrington-Lektüre nahelegen. Insbesondere die von Sieyès vorangetriebene Aufteilung Frankreichs in annähernd gleich große Verwaltungseinheiten, die heutigen Départements, erinnerte schon seine Zeitgenossen stark an Harringtons Idee einer Neuordnung der englischen Wahlkreise. Solange der Ende der 1960er Jahre ins französische Nationalarchiv eingelieferte Nachlass Sieyès' jedoch nicht aufgearbeitet ist, bleiben alle Versuche, einen direkten Bezug zwischen Harrington und Sieyès herzustellen, weitestgehend spekulativ.
Abschließend bleibt der Hinweis auf ein Dokument, das Liljegren zu Beginn des 20. Jahrhunderts in der Sammlung französischer Revolutionspamphlete des Britischen Museums in London fand. Es handelt sich dabei um einen Verfassungsentwurf des Franzosen Théodore Lesueur (auch: Le Sueur), über dessen Lebensumstände so gut wie nichts bekannt ist. Das Dokument trägt den Titel Idée sur l’espèce de gouvernement populaire und wurde von Lesueur am 25. September 1792 bei der Französischen Nationalversammlung eingereicht. Der Text selbst weist eine evidente Übereinstimmung mit der Oceana auf, wie Liljegren in einer direkten Gegenüberstellung zeigen kann. Inwieweit dieser Versuch einer direkten Umsetzung der Harringtonschen Vorstellungen allerdings wahrgenommen wurde, bleibt offen. Eine Reaktion der Nationalversammlung auf Leseurs Vorschlag ist nicht überliefert.

## Schriften (Auswahl)
- The commonwealth of Oceana (1656)
- The Prerogative of Popular Government (1658)
- The Art of Lawgiving (1659)
- The Rota or a Model of a Free State or equal Commonwealth (1660)
- A System of Politics (1661 geschrieben, 1700 posthum von John Toland publiziert)

### Textausgaben
- The political works of James Harrington, edited with an introduction by J. G. A. Pocock, Cambridge [u. a.] 1977, ISBN 0-521-21161-1 – Ausgabe der politischen Schriften Harringtons. Auszüge daraus sind als The commonwealth of Oceana and A System of Politics in einer Neuauflage Cambridge 1992 verfügbar (ISBN 0-521-41189-0).
- James Harrington’s Oceana, edited with notes by Sten Bodvar Liljegren, Lund/Heidelberg 1924 – Bislang einzige kritische Ausgabe der Oceana.

### Darstellungen
- Rachel Hammersley: James Harrington. An Intellectual Biography, Oxford: Oxford University Press 2019, ISBN 978-0-19-880985-2.
- Christian Dahlke: Die Bewegung des Herzens und des Blutes als Körpermetaphern in James Harrington „Oceana“ von 1656. In: Christian Hoffstadt u. a. (Hrsg.): Was bewegt uns? Menschen im Spannungsfeld zwischen Mobilität und Beschleunigung. Projekt, Bochum/Freiburg 2010, S. 197–213, ISBN 978-3-89733-225-6
- Ulf Christoph Hayduk: Hopeful Politics: The Interregnum Utopias, PhD Thesis, University of Sydney, 2005, online abrufbar über das Australian Digital Theses Program – Hayduk stellt mit Winstanleys The Law of Freedom, Harringtons Oceana und Hobbes’ Leviathan drei während des Cromwellschen Interregnums entstandene Werke einander gegenüber.
- Alois Riklin: Die Republik von James Harrington 1656, Bern 1999, ISBN 3-7272-9617-8 – Äußerst kenntnisreich und zugleich verständlich geschrieben bietet der handliche Band von Riklin eine unverzichtbare Einführung in das Thema. In den Kapiteln zur politischen Philosophie erleichtern Verweise auf die Textausgabe von Pocock (Cambridge 1977) die Orientierung für diejenigen Leser, die Harringtons Werk auch im englischsprachigen Original studieren möchten.
- John Greville Agard Pocock: Introduction, in: The political works of James Harrington, Cambridge [u. a.] 1977, ISBN 0-521-21161-1, S. xi–xviii, 1–152 – Insbesondere Pococks Ausführungen zur Harrington-Rezeption in England selbst stellen eine wichtige Ergänzung zu den Arbeiten Smiths und Liljegrens dar.
- Michael Downs: James Harrington. Boston 1977.
- Günther Nonnenmacher: Theorie und Geschichte: Studien zu den politischen Ideen von James Harrington, Meisenheim/Glan 1977, ISBN 3-445-01461-2
- Sten Bodvar Liljegren: A French draft constitution of 1792: modelled on James Harrington’s Oceana, Lund 1932.
- Hugh Francis Russell Smith: Harrington and his Oceana: a study of a 17th century utopia and its influence in America, Cambridge 1914 – Insbesondere zum Einfluss Harringtons auf das politische Denken in Nordamerika immer noch grundlegend.